# Ванццино, Хосе
Хосе́ Ванцци́но (исп. José Vanzzino; около 1895, Монтевидео, Уругвай — после 1950 года) — уругвайский футболист, полузащитник сборной Уругвая и клубов «Бристоль» и «Насьональ» из Монтевидео. Чемпион Южной Америки 1916, 1917 и 1926 года. Рекордсмен «Насьоналя» по числу лет выступления за клуб, в котором играл в общей сложности 19 лет.

## Карьера

### Клубная
Профессиональную карьеру начал в 1911 году в клубе «Бристоль». Уже через год, в 1912 году, перешёл в клуб из Монтевидео «Насьональ», за который дебютировал в том же году в матче против клуба «Ривер Плейт» из Монтевидео. В составе «Насьоналя» выступал вплоть до завершения карьеры игрока 17 августа 1930 года в матче против «Сентраль Эспаньол», проведя за это время 420 матчей, став вместе с командой 9 раз чемпионом Уругвая и установив клубный рекорд по числу лет выступления за команду (в общей сложности 19 лет).

### В сборной
В составе главной национальной сборной Уругвая дебютировал 15 августа 1915 года, а последний матч сыграл 20 ноября 1927 года, всего за сборную сыграл 37 матчей. В 1916 году в составе команды стал обладателем первого в истории титула чемпиона Южной Америки в самом первом розыгрыше 1916 года, где принял участие в первом матче против сборной Бразилии.
В следующем 1917 году в составе команды повторил успех, снова став чемпионом Южной Америки в розыгрыше 1917 года, на этот раз принял участие уже во всех трёх матчах команды на турнире.
Следующий розыгрыш чемпионата Южной Америки состоялся через 2 года, на этот раз уругвайцы заняли только второе место, уступив первую строчку хозяевам турнира сборной Бразилии, а Хосе и в этом розыгрыше 1919 года принял участие во всех четырёх матчах команды на турнире.
Следующий раз в чемпионате Южной Америки Хосе Ванццино принял участие только через 3 года, в розыгрыше 1922 года, где снова принял участие во всех 4-х матчах команды на турнире, однако, на этот раз уругвайцы заняли только 3-е место, пропустив вперёд сборные Бразилии и Парагвая.
В 1926 году Хосе в третий и последний раз в карьере стал чемпионом Южной Америки, в розыгрыше 1926 года он опять принял участие во всех четырёх матчах команды на турнире.
В 1927 году в последний раз в карьере принял участие в чемпионате Южной Америки. В розыгрыше 1927 года Хосе сыграл во всех 3-х матчах команды, однако четвёртый титул ему завоевать не удалось, поскольку первое место в том розыгрыше уругвайцы уступили сборной Аргентины. За всё время карьеры в сборной Хосе так ни разу и не удалось поразить ворота соперников.

## Достижения
Чемпион Южной Америки: (3)
- 1916, 1917, 1926

Вице-чемпион Южной Америки: (2)
- 1919, 1927

Чемпион Уругвая: (9)
- 1912, 1915, 1916, 1917, 1919, 1920, 1922, 1923, 1924 (все с ФК «Насьональ»)